# Liste geplanter Schiffe der Kriegsmarine
Die Liste geplanter Schiffe der Kriegsmarine enthält Schiffe, die von der ehemaligen deutschen Kriegsmarine geplant oder in Betracht gezogen und deren Bau teilweise auch begonnen wurde, die aber nicht fertiggestellt und in Dienst gestellt wurden.

## Flugzeugträger
- Graf-Zeppelin-Klasse

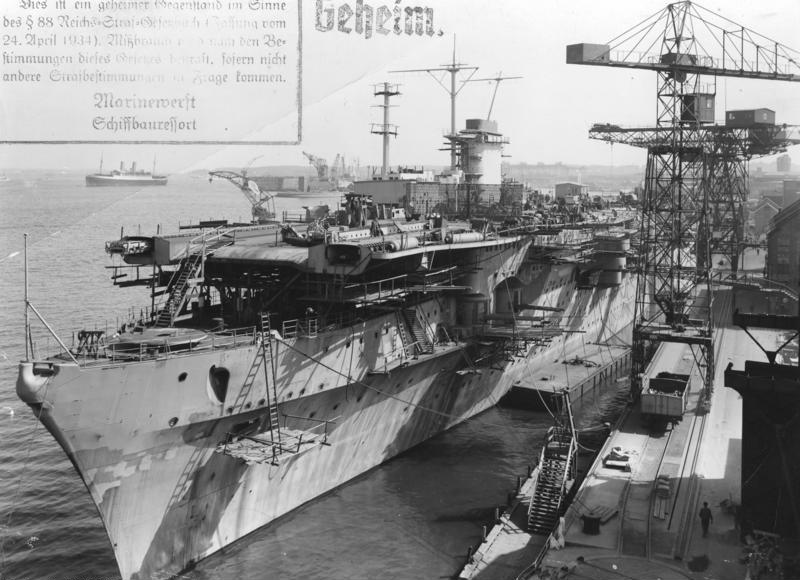
Flugzeugträger Graf Zeppelin

  - Graf Zeppelin, Bau begonnen 1936 (nie einsatzbereit)
  - Flugzeugträger B (Baubezeichnung), Bau begonnen 1938 (1940 noch auf Helling abgebrochen)
- Seydlitz, 1942 Umbau vom Schweren Kreuzer zum Flugzeugträger begonnen (nicht fertiggestellt)
- De Grasse, 1942 Umbau vom Leichten Kreuzer zum Flugzeugträger befohlen (nicht fertiggestellt)
- Europa, 1942 Umbau vom Passagierschiff zum Flugzeugträger befohlen. Noch im gleichen Jahr wegen technischer Probleme aufgegeben
- Gneisenau, 1942 Umbau vom Passagierschiff zum Flugzeugträger befohlen. Als zu langsam noch im gleichen Jahr aufgegeben
- Potsdam 1942 Umbau vom Passagierschiff erst zum Flugzeugträger, dann zum Schulflugzeugträger befohlen. Umbauarbeiten kaum begonnen (nicht fertiggestellt)
- Ostmark, 1942 Fertigstellung des Frachterneubaus als Flugzeugträger erwogen. Aufgegeben
- Joffre, auf Stapel liegend erbeuteter französischer Flugzeugträger. 1942 Überlegungen zum Fertigbau. Aufgegeben

## Schlachtschiffe
- H-Klasse
  - 6 geplante Einheiten mit den Bezeichnungen H–N, von denen H und J 1939 begonnen, aber nicht vollendet wurden.
- Clémenceau, Weiterbau als Schlachtschiff R geplant, nicht fertig gestellt
- Gascogne, Bau als Schlachtschiff S geplant, nicht begonnen
- Sowjetskaja Ukraina, 1941–42 Überlegungen zum Fertigbau des auf Stapel liegend erbeuteten sowjetischen Schlachtschiffes. Fertigstellung nicht erfolgt

## Panzerschiffe
- P-Klasse
  - 12 geplante Einheiten im Rahmen des Z-Plans, mündete später in der O-Klasse

## Schlachtkreuzer
- O-Klasse
  - 3 Einheiten mit den Baubezeichnungen O, P und Q, deren Bau 1939 in Auftrag gegeben, aber nicht verwirklicht wurde.

## Schwere Kreuzer
- Admiral Hipper-Klasse
  - Seydlitz, (nicht fertiggestellt, Umbau zum Flugzeugträger nicht vollendet)
  - Lützow, (nicht fertiggestellt, 1940 an die Sowjetunion verkauft)

## Leichte Kreuzer
- M-Klasse
  - 1938 4 Einheiten (M, N, O und P) und 1939 2 weitere Einheiten (Q und R) in Auftrag gegeben. Nur M, N und O in Bau gegangen, aber nicht fertiggestellt.
- Spähkreuzer
  - Für SP 1 bis SP 6 1941 Auftrag erteilt. Nur SP 1 auf Stapel gelegt, aber nicht fertiggestellt.
- In den besetzten Gebieten erbeutete Leichte Kreuzer
  - KH 1 (Kreuzer Holland 1) 1940 in Holland auf Stapel liegend erbeutet. Für Kriegsmarine weitergebaut, aber nicht fertiggestellt.
  - KH 2 (Kreuzer Holland 2) 1940 in Holland auf Stapel liegend erbeutet. Für Kriegsmarine weitergebaut, aber nicht fertiggestellt.

## Zerstörer

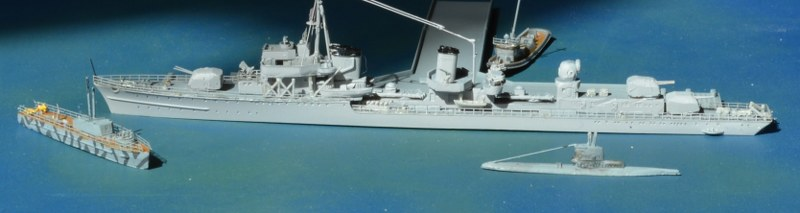
Modell Zerstörer 1936C Z46

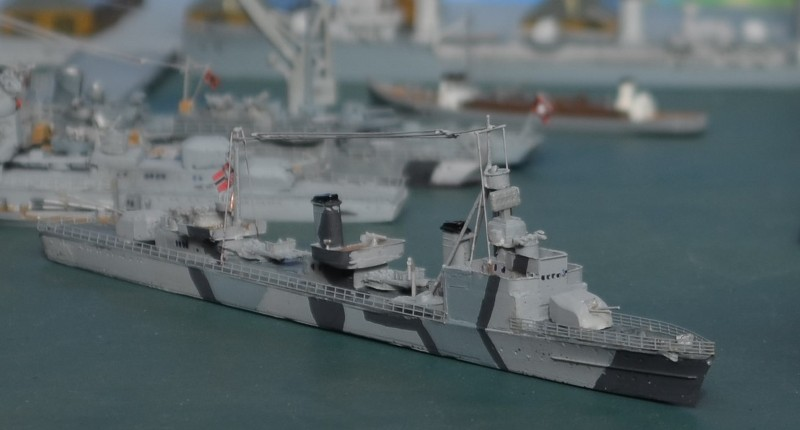
Modell Zerstörer 1938B

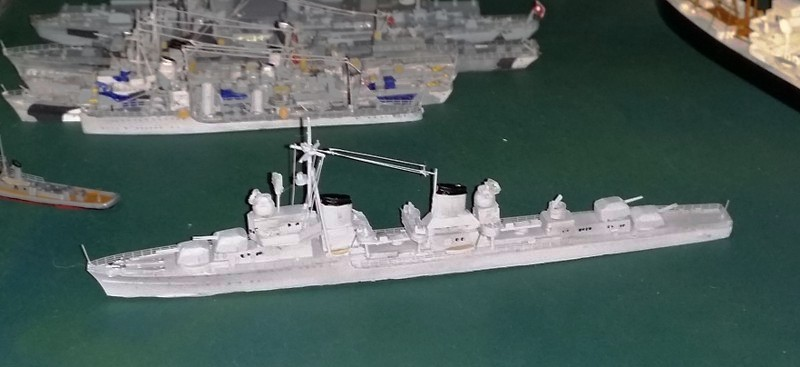
Modell Zerstörer 1945

- Zerstörer 1936C

- Zerstörer 1938A/Ac

- Zerstörer 1938B
- Zerstörer 1942
- Zerstörer 1944

- Zerstörer 1945

## Torpedoboote
- Flottentorpedoboot 1940
- Flottentorpedoboot 1941
- Flottentorpedoboot 1944
- In den besetzten Gebieten erbeutete Torpedoboote
  - TA 7 (ex ZN 4, ex norweg. Zerstörer der Aalesund-Klasse)
  - TA 8 (ex ZN 5, ex norweg. Zerstörer der Aalesund-Klasse)

## Hilfskreuzer
- Amerskerk, in den Niederlanden erbeuteter Frachter. Umbau zum Hilfskreuzer nicht abgeschlossen.

## Schnellboote
- Leichte Schnellboote
- S 601 bis S 604 (ex jugoslawisch)[1]

## Minenabwehrfahrzeuge
- Mehrzweckboot 1943
  - MZ 2 bis MZ 12

## Segelschulschiffe
- Herbert Norkus (nicht fertiggestellt)

## Kanonenboote
- Kolonialkanonenboote, vorgesehen zur Kontrolle und Verteidigung von Kolonien in Übersee

## Tender
- Schwarzmeer-Einheitsschiffe
- Räumbootbegleitschiffe A–F
  - sechs geplante Einheiten sollten im Rahmen des Z-Plans etwa ab 1. Januar 1942 bei Neptun oder Seebeck in Auftrag gegeben werden